# Килен-бухта
Килен-бухта — бухта в Севастополе, впадает в Большую Севастопольскую бухту. Бухту продолжает Килен-балка.

## История

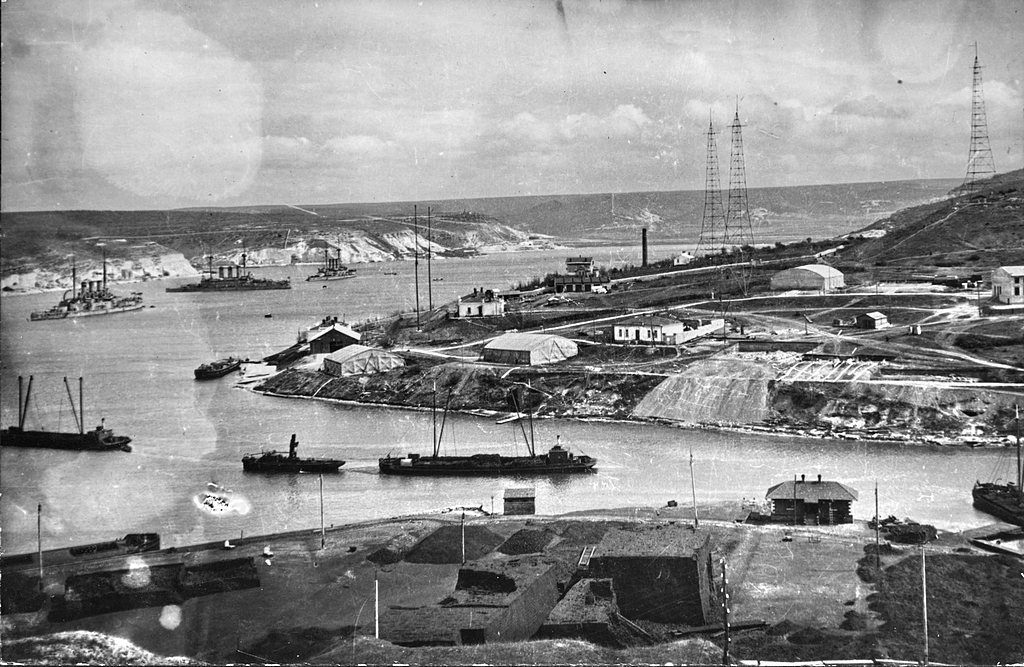
Мачты радиостанции высотой 65 м на берегу бухты. Начало XX ст.

По одной из версий, в бухте в XV веке располагался порт княжества Феодоро Авлита. По другой версии, этот порт находился в месте впадения Чёрной реки в Севастопольскую бухту, ближе к крепости Каламита.
Именно в этой бухте стояли первые российские корабли, ещё до основания Севастополя. В ноябре 1782 года сюда вошли корабли «Осторожный» и «Храбрый», которые провели здесь всю зиму.
Своё название бухта получила от способа чистки дна кораблей, который практиковали здесь в первые годы Севастополя. Корабли килевали, то есть кренили набок так, чтобы дно показывалось из воды до киля, а потом очищали от обрастаний, водорослей и ракушек.
В 1836—1850 берега бухты благоустроили по проекту инженера Власова.

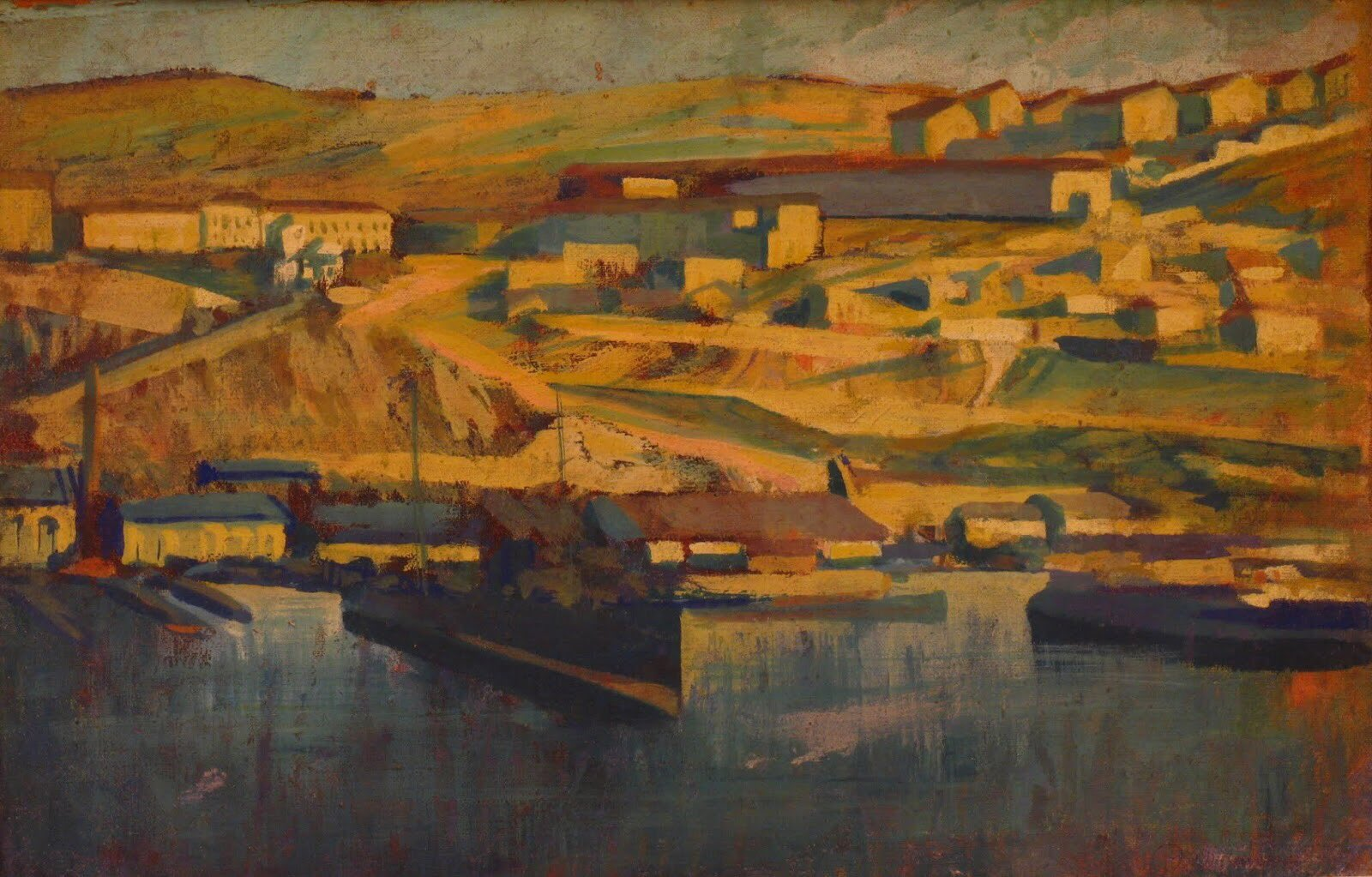
Килен-бухта, художник Э. А. Штейнберг, 1924

В самом начале XX века на берегах бухты ученым Александром Поповым открыта школа радистов. В 1910 году здесь создана радиостанция «Севастополь» мощностью 25 кВт. Радиостанция была оборудована четырьмя железными мачтами высотой 65 метров. Сигнал с неё доходил до Парижа, Бизерты, Лиона, Бухареста, Каира.
После Второй мировой войны на берегу Килен-бухты соорудили 13-й судоремонтный завод, который действует и сегодня.